# 高等遊民
高等遊民（こうとうゆうみん）とは、日本で明治時代から昭和初期の近代戦前期にかけて多く使われた言葉であり、大学等の高等教育機関で教育を受け卒業しながらも、経済的に不自由が無いため、官吏や会社員などになって労働に従事することなく、読書や学術研究などをして過ごしている人のこと。

## 語源
閲覧できる範囲では『読売新聞』1903年9月25日の「官吏学校を設立すべし」での論説が、高等遊民に触れられている最も古い資料である。また、一時期は上級学校への入学や上級学校卒業後の就職が叶わなかった者が高等遊民となり、高等知識を持った彼等が自然主義、社会主義、無政府主義などの危険思想に感化され、それらが社会問題に繋がると考えられていた。

## 定義
高等遊民は何ら生産的な活動をせず、ただ日々を雅やかに過ごしたり、学問の延長として己の興味のある分野（趣味の活動を含む）を追い求めていたりした。夏目漱石が作中にしばしば用い、『それから』の長井代助、および『こゝろ』の先生、川端康成の『雪国』の主人公のように、しばしば文学のテーマとしても取り上げられた。石川啄木は、旧制中学校卒業後に立身出世がかなわず父兄の財産を食い潰して無駄話を事業として生活している者を遊民としていた。
最終的に昭和初期満州事変・日中戦争へと続く対外戦争の中で起きた軍需景気により、就職難が解消し、国家総動員体制の元で何らかの形で戦争へ動員され、高等遊民問題は解消に向かっていった。　
　岡本綺堂作半七捕物帖第1作「お文の魂」(元治元年(1864年)が時代設定、大正6年(1917年)文芸倶楽部発出)には、次の記載がある。
「旗本に限らず、御家人に限らず、江戸の侍の次三男というものは、概して無役の閑人であった。長男は無論その家を継ぐべく生まれたのであるが、次男三男に生まれたものは、自分に特殊の才能があって新規御召し出しの特典を受けるか、あるいは他家の養子にゆくか、この二つの場合を除いては、殆ど世に出る見込むもないのであった。かれらの多くは兄の屋敷に厄介となって、大小を横たえた一人前の男がなんの仕事もなしに日を暮らしているという、一面から見ると頗る呑気らしい、また一面から見ると頗る悲惨な境遇に置かれていた。こういう余儀ない事情はかれらを駆けて放縦懶惰な高等遊民たらしめるよりほかなかった。かれらの多くは道楽者であった。退屈しのぎに何か事あれと待ち構えている徒であった。」
　これからすると、江戸時代から高等遊民という概念があったと思われ、朱子学など高度な教育を受けた武士階級の子弟が、その教育の高さのゆえ江戸時代初期にあった歌舞伎者にもなれず、その才能を発揮できないまま婚姻もかなわず、鬱屈した人生を送った人々を指しており、石川啄木の指摘に近いかと思われる。